# Règne de Ramsès II
La chronologie du règne de Ramsès II couvre à elle seule 60% du nombre d'années que comprend la XIXe dynastie.
Les dates de son règne ne sont pas mentionnées dans le tableau ci-dessous car elles sont sujettes à différentes interprétations. Ne sont pas mentionnés non plus les naissances et les décès de tous ses enfants.

## Responsables lors du règne
Plusieurs responsables lors du règne sont connus, et beaucoup sont liés par des liens familiaux. Les plus importantes fonctions au Nouvel Empire sont celles liées aux grandes prêtrises, ainsi que le vizirat, alors dédoublé, et la vice-royauté de Koush. De plus, de par la taille de ces deux villes, Thèbes et Memphis sont dirigées chacune par un maire.

### Vizirs
La charge de vizir est divisée en deux pendant le Nouvel Empire, un vizir du Nord et un vizir du Sud. La Nubie est quant à elle gérée par le fils royal de Koush. À la fin du règne d'Horemheb, les fonctions vizirales sont détennues par Parâmessou (futur roi Ramsès Ier) pour le sud et Séthi (futur roi Séthi Ier) pour le nord. Lors de l'avènement de Ramsès Ier, c'est Paser, fils du grand prêtre d'Amon Nebnetjérou Tenry (en), qui est choisi en tant que vizir du sud. Lorsque Séthi monte à son tour sur le trône, c'est Nebamon qui est choisi comme vizir du Nord. Au début du règne de Ramsès II, deux vizirs sont donc en exercice :
- Nebamon au nord ; il le reste pendant une courte période, peut-être jusqu'en l'an 5 ou 6[2],
- Paser au sud jusqu'en l'an 21 au moins ; il étend pendant un temps son vizirat à l'ensemble de l'Égypte, à partir d'une date indéterminée après l'an 19[3].

À une date indéterminée, mais peut-être juste après Nébamon en l'en 5 ou 6, c'est Rahotep l'ancien qui devient vizir du nord. Il est très lié à la famille des grands prêtres d'Osiris en étant le fils du grand prêtre To, le beau-frère du grand prêtre Méry et l'oncle maternel du grand prêtre Ounennéfer. Dans une copie de l'an 40 d'une lettre de l'an 19, c'est encore Rahotep l'ancien qui est vizir du nord. Il semble en tout cas décédé ou retiré des affaires en l'an 21 car c'est Paser qui est chargé des négociations préalables avec les Hittites en l'an 21, et ce, en tant « qu'émissaire royal du Nord ».
Lorsque Paser se retire de ses fonctions de vizir, pendant la troisième décennie du règne, il semble que ce soit Khay qui lui succède à la charge de vizir sur l'ensemble du pays. Ce dernier laisse à un certain Iry-[...] la charge de vizir du nord à la fin de la troisième décennie ou au début de la quatrième. Il reste vizir du sud pendant longtemps, jusqu'à la cinquième décennie, voire le début de la sixième. Son successeur, Néferrenpet, est en effet attesté dès l'an 57 à cette charge.
Au moins dès l'an 57, c'est donc Néferrenpet qui est vizir du sud. Il s'occupe en effet de l'organisation des dixième et onzième jubillés royaux en l'an 57 et l'an 60. Il devient grand prêtre de Ptah à la fin du règne, en succédant au vizir Rahotep le jeune. Il est connu pour sa tombe à Saqqarah.
À une date indéterminée, peut-être au cours de la cinquième décennie du règne, Rahotep le jeune, fils du grand prêtre de Ptah Pahemnetjer, devient vizir du Nord en succédant à Iry-[...] dont presque rien n'est connu. Il devient à un moment donné aussi grand prêtre de Ptah à Memphis et grand prêtre de Rê à Héliopolis, mais on ne sait pas s'il était encore vizir lorsqu'il prit ces fonctions sacerdotales. Il est lui aussi lié à la famille des grands prêtres d'Osiris, son épouse, Héli, étant la petit-fille maternelle du grand prêtre Ounennéfer, et donc l'arrière-petite-nièce du vizir Rahotep l'ancien. Héli est également liée à la famille des grands prêtre d'Anhour à Thinis, étant fille, petite-fille et arrière-petite-fille des grands prêtres de cette ville.
C'est ainsi près de sept vizirs qui se succèdent pendant le règne de Ramsès II, dont deux ont réuni pendant un temps dans la troisième décennie du règne les charges de vizir du nord et de vizir du sud.

### Fils royaux de Koush
Le fils royal de Koush, ou vice-roi de Nubie, est chargé de gérer la Nubie au nom du roi, il a donc un rôle primordial pour la prospérité de l'Empire égyptien. Sous le règne de Séthi Ier, le fils royal de Koush se nomme Amenemopet, fils de Paser, lui-même fils du fils royal de Koush Amenhotep, appelé Houy. Il meurt peu avant la fin du règne de Séthi Ier et est remplacé, a minima dès l'an 9 du règne de Séthi Ier par Iouny (en). Plusieurs noms de fils royaux de Koush sont attestés pour le règne de Ramsès II :
- Iouny (en), de la fin du règne de Séthi Ier à une date indéterminée[10],
- Paser II (en), pendant la deuxième décennie, peut-être aussi avant ; il est le fils de Minmosé, grand prêtre de Min et d'Isis à Coptos, c'est-à-dire le neveu du grand prêtre d'Anhour puis grand prêtre d'Amon Parennefer, appelé Ounnefer (en), cousin du grand prêtre d'Anhour Hori Ier et frère ou cousin du grand prêtre de Rê Amenemopé ; l'inauguration des temples d'Abou Simbel semble avoir eu lieu lorsqu'il était en fonction[11],
- Hékanakht, la graphie des noms royaux permet de dire qu'il est en fonction avant l'an 20 et qu'il poursuit jusqu'à une date indéterminée[12],
- Ânhotep (en), dont seule la tombe TT300 a été découverte dans la nécropole thébaine ; sa place dans la succession des fils royaux de Koush est incertaine[13],
- Houy, ayant eu d'importantes fonctions dans l'armée et alla même chercher la princesse hittite pour le mariage de l'an 34 entre Ramsès II et elle, qui prend alors le nom égyptien de Maâthornéferourê ; il devient donc fils royal de Koush après l'an 34 pour une courte durée[14],
- Sétaou est attesté dès l'an 38 comme fils royal de Koush ; il est le fils royal de Koush le plus attesté du règne et semble garder cette fonction jusqu'à la dernière décennie du règne[15],
- enfin Mernedjem, il est peu attesté et semble clôturer le règne de Ramsès II ; son successeur sous le règne de Mérenptah se nomme Messouy (en)[16], qui pourrait être le futur usurpateur Amenmes[17].

### Maires de Memphis
Tout comme Thèbes, Memphis est dirigée par un maire, dont la fonction se traduit simplement par « maire de Memphis ». Deux maires sont attestés sous le règne de Ramsès II :
- Néferhotep, attesté dans la comptabilité du palais royal sous le règne de Séthi Ier, il a pu continuer à son poste au début du règne de Ramsès II[18],
- Ptahmosé, attesté par plusieurs éléments dont une stèle et un ouchebti trouvés dans la sépulture des Apis VII et IX, inhumés au Sérapéum respectivement en l'an 16 et en l'an 30 ; la chronologie des éléments permet de placer l'enterrement du taureau de l'an 16 pendant qu'il était maire[19],
- Houy, attesté par plusieurs éléments dont un ouchebti trouvé dans la sépulture des Apis VII et IX, inhumés au Sérapéum respectivement en l'an 16 et en l'an 30 ; la chronologie des éléments permet de placer l'enterrement du taureau de l'an 30 pendant qu'il était maire[19].

### Maires de Thèbes
Tout comme Memphis, Thèbes est dirigée par un maire, dont la fonction se traduit littéralement par « maire de la Ville du Sud ». Trois maires sont attestés sous le règne de Ramsès II :
- Paser, au début du règne, attesté par une statue fragmentaire aujourd'hui à Londres, par une mention dans la tombe de son fils Nebsouménou ainsi que par une lettre le mettant en correspondance avec le « maire de l'Occident de la Ville » Ramosé et par un document daté de l'an 15 au sujet d'un litige concernant une esclave syrienne[20],
- Néferménou, propriétaire de la tombe TT184 dans la nécropole thébaine[21],
- Hounéfer, fils de Paser et frère de Nebsouménou, propriétaire de la tombe TT385 dans la nécropole thébaine[21].

### Grands prêtres de Rê à Héliopolis
Quatre grands prêtres de Rê, fonction dont le nom égyptien se traduit littéralement par « Grand des voyants », sont connus sous le règne de Ramsès II mais dont l'ordre de succession n'est pas clairement établi :
- Amenemopé, probablement grand prêtre dans la première partie du règne ; il est le fils soit de Parennefer, appelé Ounnefer (en), grand prêtre d'Anhour à Thinis puis grand prêtre d'Amon à Thèbes au début du règne de Ramsès II, soit du frère de ce dernier, Minmosé, grand prêtre de Min et d'Isis à Coptos[22],
- Bak, attesté par deux documents de provenance inconnue et postérieurs à l'an 18 d'après la graphie des noms royaux ; il est grand prêtre avant ou après Méryatoum[23],
- le seizième fils royal Méryatoum, décédé entre l'an 46 et l'an 52 ; si Bak est grand prêtre après lui, alors Méryatoum serait décédé plutôt vers l'an 46[23],
- le (ex ?) vizir Rahotep le jeune, grand prêtre jusqu'à la fin du règne[23].

### Grands prêres de Ptah à Memphis
Sept grands prêtres de Ptah, fonction dont le nom égyptien peut se traduire littéralement par « Grand qui dirige les Artisans », sont connus sous le règne de Ramsès II mais dont l'ordre de succession n'est pas clairement établi :
- Houy, connu uniquement par un ouchebti (aujourd'hui au Musée du Louvre) trouvé dans la sépulture des Apis VII et IX, inhumés au Sérapéum respectivement en l'an 16 et en l'an 30 ; il est plus probable que cet ouchebti ait été déposé lors de l'inhumation de l'an 16[24],
- Pahemnetjer, qui a probablement succédé à Houy au plus tôt à la fin de la deuxième décennie du règne[25],
- Didia, probablement fils de Pahemnetjer car il est figuré sur une stèle de Londres avec ce dernier et Rahotep le jeune, fils bien connu de Pahemnetjer, ainsi que Méryty, « grand responsable du bétail d'Amon », qui serait alors, tout comme Didia, un fils de Pahemnetjer ; sa place dans l'ordre de succession des grands prêtres est incertain car il pourrait avoir été en fonction après Pahemnetjer ou bien après Khâemouaset ; toujours est-il que la durée pendant laquelle il est grand prêtre semble avoir été courte[26],
- le quatrième fils royal Khâemouaset, d'abord prêtre-sem de Ptah, devient grand-prêtre au plus tard au début de la quatrième décennie ; il est décédé vers l'an 55 du règne[27],
- le (ex ?) vizir Rahotep le jeune, fils de Pahemnetjer et probablement frère de Didia, il devient grand prêtre de Ptah soit dès le décès de Khâemouaset, soit après le court pontificat de Didia ; il est en tout cas déjà grand prêtre de Rê à Héliopolis, son propre pontificat semble durer peu de temps[27],
- le (ex ?) vizir Néferrenpet, qui succède à Rahotep le jeune, il est grand prêtre de Ptah jusqu'à sa mort peu avant la fin du règne de Ramsès II[27],
- Hori Ier, fils du quatrième fils royal Khâemouaset et donc petit-fils de Ramsès II ; il succède à Néferrenpet peu avant la fin du règne de son grand-père puis poursuit son pontificat sous le règne de son oncle Mérenptah[27].

### Grands prêtres d'Osiris à Abydos
Les grands prêtres d'Osiris pendant la XIXe dynastie font tous partie de la même famille, dont trois sont attestés sous le règne de Ramsès II :
- Méry, fils de son prédécesseur Hat, beau-fils de son deuxième prédécesseur To et beau-frère du vizir Rahotep l'ancien ; il est attesté sous le règne de Séthi Ier mais pourrait avoir exercé au début de celui de Ramsès II,
- Ounennéfer, fils de Méry et petit-fils à la fois de Hat et de To ; Ounennéfer reste en fonction au moins jusqu'en l'an 47[28],
- Hori Ier, fils d'Ounennéfer[20],
- Youyou, également fils d'Ounennéfer ; il exerce aussi pendant le règne de Mérenptah, ses propres successeurs sont ses deux fils Siese puis Hori II[29].

### Grands prêtres d'Anhour à Thinis
Les grands prêtres d'Anhour à Thinis font aussi partie d'une même famille ; on trouve pendant le règne de Ramsès II :
- Nebouenenef (en), grand prêtre pendant le règne de Séthi Ier jusqu'à être nommé grand prêtre d'Amon au tout début du règne de Ramsès II[30],
- Parennefer, appelé Ounnefer (en), grand prêtre d'Anhour pendant les deux premières décennies du règne avant d'être nommé grand prêtre d'Amon pendant la deuxième décennie[31],
- Hori Ier, fils aîné de Parennefer et frère ou cousin du grand prêtre de Rê Amenemopé déjà cité précédemment,
- Minmosé, fils d'Hori Ier et époux de Bouia, dite Khâtnésout, fille du grand prêtre d'Osiris Ounennéfer ; ils ont ensemble une fille nommée Héli, ou Houneroy, épouse du vizir du nord et grand prêtre de Ptah Rahotep le jeune.

### Grands prêtres d'Amon à Thèbes
Cinq grands prêtres d'Amon, fonction dont le nom égyptien peut se traduire littéralement par « premier prophète d'Amon », sont attestés avec certitude pendant le règne de Ramsès II. Il semble toutefois qu'au début du règne de Ramsès II, le poste était vacant ; en effet, Nebnetjérou Tenry (en), grand prêtre pendant le règne de Séthi Ier, semble être décédé peu avant la fin du règne de ce roi. Les grands prêtres attestés sont les suivants :
- Nebouenenef (en), choisi par Amon lui-même selon le texte d'investiture, entre en fonction dès l'an 1 ; il est auparavant grand prêtre d'Anhour à Thinis et grand prêtre d'Hathor à Dendérah ; son propre père, nommé Sémataouy, était lui-même grand prêtre d'Hathor à Dendérah, et son propre fils, nommé aussi Sémataouy, lui succède à ce poste de grand prêtre à Dendérah[30],
- Parennefer, appelé Ounnefer (en) ; il succède à Nebouenenef au poste de grand prêtre d'Amon dans la deuxième décennie du règne ; il lui avait déjà succédé au poste de grand prêtre d'Anhour à Thinis au tout début du règne de Ramsès II ; il est le père ou l'oncle du grand prêtre de Rê Amenemopé[31],
- un certain Paser, connu par deux ouchebtis à Londres ; il est souvent assimilé au vizir Paser, fils du grand prêtre d'Amon Nebnetjérou Tenry (en), mais cela n'est pas certain car les ouchebtis du grand prêtre ne citent aucun titre viziral et aucun des nombreux documents du vizir ne cite le titre de grand prêtre d'Amon ; Paser exerce sa fonction de grand prêtre pendant les troisième et quatrième décennies du règne[33],
- Bakenkhonsou Ier succède à Paser au plus tard en l'an 39 du règne de Ramsès II[34],
- Româ, appelé Roÿ (en), grand prêtre d'Amon à la toute fin du règne de Ramsès II ; il reste grand prêtre jusqu'au règne de Séthi II[35].

## Chronologie du règne deRamsèsII
| Année de règne | Évènements en Égypte                                                                                              | Personnages importants                                                                    | Grands prêtres d'Amon (GPA) à Thèbes de Ptah (GPP) à Memphis d'Osiris (GPO) à Abydos de Rê(GPR) à Héliopolis d'Anhour (GPAn) à Thinis | Évènements en Syrie                                          | Évènements au Hatti                                                       | Évènements en Mésopotamie                      |  |
| -------------- | --- | ----------------------------------------------------------------------------------------- | --- | ------------------------------------------------------------ | ------------------------------------------------------------------------- | ---------------------------------------------- |  |
| 1re            | Ramsès II monte sur le trône Amonherkhépeshef, héritier.                                                          | Paser, vizir du Sud. Nebamon, vizir du Nord. Iouny (en), vice-roi de Nubie.               | Nebouenenef (en), GPA. Méry, GPO. Parennefer-Ounnefer (en), GPAn. Houy, GPP.                                                          |                                                              | Muwatalli Ier, roi du Hatti.                                              | Adad-nerari Ier, roi d'Assyrie.                |  |
| 2e             | Stèle d'Assouan. Raid libyen (date approximative). Travaux au temple d'Akcha.                                     | Nebiot, chef du trésor.                                                                   | |                                                              |                                                                           |                                                |  |
| 3e             | Creusement d'un puits à Akyata. Avant-cour de Louxor.                                                             | Ourhiya, grand intendant.                                                                 | |                                                              |                                                                           |                                                |  |
| 4e             | 1re campagne en Syrie.                                                                                            |                                                                                           | | Conquête d'Amourrou. Stèles à Byblos et Nahr-el-Kalb.        |                                                                           |                                                |  |
| 5e             | 2e campagne en Syrie.                                                                                             | Ramose, scribe de la tombe.                                                               | | Bataille de Qadesh. Shapili remplace Benteshina en Amourrou. | Muwatalli Ier conquiert Upi.                                              | Adad-nerari Ier vainc Hanigalbat.              |  |
| 5e à 10e       | Mise en chantier d'Abou Simbel.                                                                                   | Ashahebseb, émissaire spécial.                                                            | Ounennéfer, GPO. |                                                              |                                                                           |                                                |  |
| 6e et 7e       | | Rahotep l'ancien, vizir du Nord.                                                          | | Ramsès II à Moab et Canaan.                                  |                                                                           |                                                |  |
| 7e et 8e       | 3e campagne en Syrie, siège de Dapour.                                                                            |                                                                                           | |                                                              |                                                                           |                                                |  |
| 8e et 9e       | Dotation à Deir el-Médineh par Paser et Ramose.                                                                   |                                                                                           | |                                                              | Ascension d'Ouri-Teshoub.                                                 |                                                |  |
| 10e            | 5e campagne en Syrie.                                                                                             | Panéhésy, chef du Trésor.                                                                 | Aménémopé, GPR (date approximative).                                                                                                  | Stèle à Nahr-el-Kalb.                                        |                                                                           |                                                |  |
| 12e            | | Paser II (en), vice-roi de Nubie.                                                         | Parennefer-Ounnefer (en), GPA. Hori Ier, GPAn.                                                                                        |                                                              |                                                                           | Kadashman-Turgu, roi de Babylone.              |  |
| 16e            | Enterrement du VIIe taureau Apis à Memphis (1er enterrement du règne). Procès à Thèbes, Irynofrey contre Nakhty.  |                                                                                           | Khâemouaset, prêtre-sem à Memphis. | Benteshina, d'Amourrou, réhabilité.                          | Hattusili III supplante Mursili III (Ouri-Teshoub).                       | Alliance d'Hattusili III avec Kadashman-Turgu. |  |
| 17e            | |                                                                                           | |                                                              |                                                                           | Salmanazar Ier, roi d'Assyrie.                 |  |
| 18e            | Mursili III réfugié en Égypte. Procès divers.                                                                     |                                                                                           | Pahemnetjer, GPP (date approximative).                                                                                                | Stèle de Beït Shéan.                                         | Hattusili III demande l'extradition de Mursili III.                       | Salmanazar Ier élimine Hanigalbat.             |  |
| 19e/20e        | Séthiherkhépeshef (nouveau nom d'Amonherkhépeshef), reste héritier.                                               |                                                                                           | |                                                              | Crise avec l'Assyrie.                                                     |                                                |  |
| 21e            | Traité de paix avec les Hittites.                                                                                 | Paser, vizir du Nord et du Sud.                                                           | |                                                              | Traité de paix avec l'Égypte.                                             |                                                |  |
| 22e            | Mort de Touya, mère de Ramsès II.                                                                                 |                                                                                           | |                                                              |                                                                           |                                                |  |
| 24e            | Inauguration des temples d'Abou Simbel. Rapport du trésorier Panéhésy.                                            |                                                                                           | |                                                              | Tensions mineures avec l'Égypte.                                          |                                                |  |
| 25e            | Mort de Néfertari. Mort d'Amonherkhépeshef. Ramessou devient héritier. Isis-Néféret et Bentanat, épouses royales. |                                                                                           | | Relations entre l'Égypte et Ougarit.                         |                                                                           |                                                |  |
| 26e            | Enterrement du taureau Mnévis.                                                                                    |                                                                                           | |                                                              |                                                                           |                                                |  |
| 27e            | | Hékanakht, vice-roi de Nubie. Khay, vizir du Nord et du Sud. Souty, chef du trésor.       | |                                                              |                                                                           |                                                |  |
| 30e            | 1re fête-Sed. Enterrement du IXe taureau Apis (2e enterrement du règne). Scandale financier à Thèbes-Ouest.       | Khay, vizir du Sud uniquement. Iry-[...], vizir du Nord                                   | Didia, GPP (date incertaine) |                                                              | Crise avec Babylone.                                                      | Kadashman-Enlil, roi de Babylone.              |  |
| 31e            | Séisme à Abou-Simbel.                                                                                             | Ânhotep (en), vice-roi de Nubie (date incertaine).                                        | |                                                              |                                                                           |                                                |  |
| 32e            | |                                                                                           | Khâemouaset, GPP. Paser, GPA (date approximative). Bak, GPR (date incertaine).                                                        |                                                              |                                                                           |                                                |  |
| 33e et 34e     | 2e fête-Sed. Mort d'Isis-Néféret. Négociation pour mariage avec une princesse hittite.                            |                                                                                           | |                                                              | Négociation en vue d'un mariage avec Ramsès II.                           |                                                |  |
| 34e            | 1er mariage hittite.                                                                                              | Houy, vice-roi de Nubie.                                                                  | |                                                              | Mariage d'une princesse hittite renommée Maâthornéferourê avec Ramsès II. |                                                |  |
| 35e            | Texte dit de la Bénédiction de Ptah.                                                                              |                                                                                           | Prince Méryatoum, GPR (date approximative).                                                                                           |                                                              |                                                                           |                                                |  |
| 36e et 37e     | 3e fête-Sed. Khâemouaset fouille à Gizeh et Saqqarah.                                                             |                                                                                           | |                                                              | Prince Hishmi-Sharruma (futur Tudhaliya IV).                              |                                                |  |
| 38e            | | Sétaou, vice-roi de Nubie. Soulèvement écrasé en Irem.                                    | |                                                              | Visite de l'Égypte.                                                       |                                                |  |
| 39e            | |                                                                                           | Bakenkhonsou Ier, GPA. |                                                              |                                                                           |                                                |  |
| 40e            | 4e fête-Sed. Cahier des absences de Deir el-Médineh.                                                              | Rahotep le jeune, vizir du Nord. Qenhirképeshef, scribe de la tombe.                      | | Ini-Teshoub Ier, roi de Karkémish.                           | Visite d'Hattusili III en Égypte ?                                        |                                                |  |
| 42e/43e        | 5e fête-Sed. Enterrement du Xe taureau Apis (3e enterrement du règne).                                            |                                                                                           | Stèle de Ounenefer à Abydos. |                                                              |                                                                           |                                                |  |
| 40e/45e        | 2e mariage hittite.                                                                                               |                                                                                           | |                                                              | Mariage d'une princesse avec Ramsès II.                                   |                                                |  |
| 44e            | Raid en Nubie. Construction du temple de Ouadi es-Seboua.                                                         |                                                                                           | |                                                              |                                                                           | Kudur-Enlil, roi de Babylone.                  |  |
| 45e/46e        | 6e fête-Sed. | Thoutmose, vizir du Sud.                                                                  | Khâemouaset, GPP à Memphis. |                                                              |                                                                           |                                                |  |
| 46e            | Travaux à Karnak-Est.                                                                                             | Youpa, grand intendant.                                                                   | |                                                              | Tudhaliya IV, roi du Hatti.                                               | Tukulti-Ninurta Ier, roi d'Assyrie.            |  |
| 48e/49e        | 7e fête-Sed. |                                                                                           | |                                                              |                                                                           |                                                |  |
| 50e            | | Paatonemheb, chef du trésor.                                                              | Hori Ier, GPO. Rahotep le jeune, GPR.                                                                                                 | Saousgamouwa, roi d'Amourrou.                                | Temple de Yazili-Kaya.                                                    |                                                |  |
| 52e            | 8e fête-Sed. Mort de Ramessou. Khâemouaset héritier.                                                              |                                                                                           | |                                                              |                                                                           |                                                |  |
| 53e            | Mort de Séthi. |                                                                                           | |                                                              |                                                                           |                                                |  |
| 54e            | 9e fête-Sed. |                                                                                           | |                                                              |                                                                           | Shagarakti-Shuriash, roi de Babylone.          |  |
| 55e            | Enterrement du XIe taureau Apis (4e enterrement du règne). Mort de Khâemouaset. Mérenptah héritier.               |                                                                                           | Rahotep le jeune, GPP. |                                                              |                                                                           |                                                |  |
| 57e/58e        | 10e fête-Sed. | Néferrenpet, vizir du Sud. Mernedjem, vice-roi de Nubie. Noudjem, grand intendant du roi. | Travaux de Nakht-Thouty en Haute-Égypte.                                                                                              |                                                              |                                                                           |                                                |  |
| 60e/61e        | 11e fête-Sed. |                                                                                           | Onnourmose, GPAn. Néferrenpet, GPP.                                                                                                   |                                                              |                                                                           |                                                |  |
| 61e/62e        | 12e fête-Sed. |                                                                                           | |                                                              |                                                                           |                                                |  |
| 63e/64e        | 13e fête-Sed. |                                                                                           | |                                                              |                                                                           |                                                |  |
| 65e/66e        | Enterrement du XIIe taureau Apis (5e enterrement du règne).                                                       |                                                                                           | Youyou, GPO. |                                                              |                                                                           | Arnuwanda III.                                 |  |
| 66e/67e        | 14e fête-Sed ? |                                                                                           | Româ, appelé Roÿ (en), GPA. Hori, GPP.                                                                                                |                                                              |                                                                           |                                                |  |
| 67e            | Mort de Ramsès II. Mérenptah successeur.                                                                          |                                                                                           | |                                                              |                                                                           |                                                |  |